# Ron Dennis
Sir Ronald Dennis OBE (Woking, 1º giugno 1947) è un imprenditore e dirigente sportivo britannico, noto soprattutto per il suo precedente ruolo di proprietario, CEO, presidente e fondatore di McLaren Group. Dennis è stato rimosso dai suoi ruoli dirigenziali in McLaren nel 2016, ma è rimasto direttore della società e azionista al 25% fino a giugno 2017, quando è terminata la sua collaborazione di 37 anni con la società.
Ha iniziato la sua carriera come meccanico, prima di fondare con successo team di formule minore come Rondel Racing e poi Project Four Racing, che hanno assunto la gestione del team McLaren nel 1980. Tra il 1981 e il 2009, Dennis è stato il team principal del team McLaren di Formula Uno, e ha avuto un ruolo determinante nel trasformare la squadra in un contendente regolare al campionato mondiale. I campionati mondiali costruttori e piloti sono stati vinti con alla guida piloti come Niki Lauda, Alain Prost, Ayrton Senna, Mika Häkkinen e Lewis Hamilton.
Fondò la McLaren Automotive, che produsse supercar come la McLaren F1, la Mercedes-Benz SLR McLaren, la McLaren P1 e la McLaren Senna. Oltre al McLaren Group, è anche uno dei sei imprenditori britannici ad essere un ambasciatore ufficiale del British Business per l'ingegneria e la produzione avanzate. Dennis è anche uno dei principali amministratori fiduciari di Tommy's, un ente di beneficenza che aiuta gli aborti spontanei. È il consulente globale per il China Minsheng Investment Group di proprietà statale, il presidente del UK Summit e anche ex proprietario di Absolute Taste. Con interessi nel commercio estero, Dennis è diventato anche presidente del British East Asian Council nel 2014. Prima della fusione con LVMH, Dennis era uno dei principali azionisti del produttore di orologi di lusso TAG Heuer, insieme al suo socio in affari, Mansour Ojjeh.

## Carriera
Nato e cresciuto a Woking, Dennis studiò ingegneria automobilistica al Guilford Tecnical College. Tuttavia abbandonò gli studi a 16 anni per andare a lavorare come apprendista meccanico nelle officine Thompson & Taylor. Quando l'azienda fu acquistata dal gruppo Chipstead, Dennis fece i suoi primi passi nel mondo dell'automobilismo, nel 1966, per la Cooper Car Company, dove lavora come meccanico per il pilota Jochen Rindt. Nel 1968 si unì insieme a Rindt alla Brabham e nel 1969 ne divenne il capo meccanico. Dennis ha ricordato in un libro che, alla fine del 1970, i titolari del team Jack Brabham e Ron Tauranac, dovendo rientrare in Gran Bretagna, gli lasciarono gestire la trasferta dal Gran Premio degli Stati Uniti al Gran Premio del Messico, responsabilizzandolo di tutti gli aspetti, persino per la parte finanziaria, e da lì Dennis capì di essere in grado di gestire un team in proprio. Infatti, un anno dopo fondò a Woking, sua città natale, una propria squadra insieme a Neil Trundle, la Rondel Racing. Tuttavia, i soldi erano pochi e Dennis stava cercando di trovare una sponsorizzazione. Tramite l'allora fidanzata di Ron, che era la figlia di John Phelps, direttore della Phelps Antique Furniture a Twickenham, a uno dei suoi clienti abituali, Tony Vlassopulos, un avvocato figlio di un armatore greco, fu chiesto di sponsorizzare Rondel. Vlassopulos chiese al suo amico Ken Grob, presidente della Alexander Howden, società di intermediazione assicurativa di Londra, se fosse interessato a unirsi al team. Grob disse di sì a condizione che il suo giovane figlio Ian Grob potesse far parte della squadra, cosa che fu concordata. Da quel momento in poi Vlassopulos divenne il primo sponsor di Dennis. Verso la metà degli anni settanta il team stava riscuotendo un notevole successo in Formula 2. Tuttavia, la Rondel aspirava a essere più di un team minore e Dennis riuscì presto a trovare un ulteriore finanziatore per Grob e Vlassopulos nella Motul, per aiutare a finanziare un ingresso in Formula 1. Per il 1974 era prevista un'auto di F1 progettata da Ray Jessop, ma la crisi energetica colpì il sostegno della Motul che abbandonò il team. Alla fine Dennis non fu in grado di ottenere i fondi sufficienti per entrare in Formula 1, quindi Trundle continuò con la progettazione della vettura di Jessop mentre Vlassopulos e Grob assunsero la proprietà della squadra, ribattezzata Token Racing.
Dennis si riorganizzò, formando un team di Formula 2 sostenuto dalla Marlboro per due piloti talentuosi e ben sponsorizzati dall'Ecuador. Nel 1975 Dennis fondò il team Project Three e le sue auto tornarono a vincere le gare. Nel 1976 Dennis fondò il Project Four Racing. Questa squadra ottenne grandi successi in Formula 2 e Formula 3, vincendo i campionati nel 1979 e nel 1980 sempre con il sostegno di Philip Morris (Marlboro). Il Project Four partecipò anche al programma di costruzione delle auto da corsa Procar BMW M1. Mentre i suoi interessi commerciali diventavano sempre più redditizi e di successo, Dennis aspirava a tornare in Formula Uno, assumendo il talentuoso progettista John Barnard per guidare la progettazione e lo sviluppo di una nuova e innovativa auto di F1.
Il ritorno di Dennis in Formula Uno arrivò nel momento giusto. Le scarse prestazioni della McLaren, che in quel momento vinse un mondiale costruttori (1974) e due mondiali piloti (1974 e 1976), avevano spinto il dirigente della Philip Morris, John Hogan, a dare avvio all'acquisizione della scuderia da parte di Dennis' Project Four. Di fatto un'acquisizione inversa, la squadra è stata rinominata McLaren International con Dennis al controllo. Oltre ad assumere Barnard per iniziare a lavorare sul rivoluzionario telaio in fibra di carbonio composito del team, la MP4/1, Dennis reclutò la Porsche per la progettazione dei motori delle auto dal 1984 al 1987. La designazione "MP4" originariamente stava per Marlboro Project Four (il design MP4/1 era completo prima della fusione). Dopo il cambio di sponsor del titolo nel 1997, è stata mantenuta la stessa abbreviazione, con la "M" che ora sta per McLaren. Il sistema di numerazione è stato mantenuto fino al 2017, quando è stato sostituito con "MCL" dopo la partenza di Dennis.

### McLaren

#### Anni ottanta
Prima dell'arrivo di Dennis alla McLaren nel settembre 1980, la squadra stava attraversando un periodo particolarmente poco competitivo. Il team aveva vinto l'ultima volta un Gran Premio con l'allora campione del mondo in carica, James Hunt, nel 1977 e aveva concluso un modesto nono posto nel campionato costruttori del 1980 con John Watson e Alain Prost. Già in quei primi giorni Dennis riconobbe il potenziale del giovane pilota francese ma non riuscì a impedirgli di passare al team Renault per il 1981, una stagione che vide ancora una volta la McLaren vincere delle gare. In quella stagione molte  squadre lottarono per duplicare il rivoluzionario telaio in fibra di carbonio di Barnard.
Nel 1981 Dennis e i suoi soci in affari acquistarono le quote degli altri azionisti della McLaren, Teddy Mayer e Tyler Alexander. Nel 1983 Dennis convinse l'allora socio della Williams, Mansour Ojjeh, a diventare partner della McLaren International. Ojjeh investì nei motori turbocompressi costruiti dalla Porsche che vennero rinominato con il nome della sua azienda, la Techniques d'Avant Garde (TAG).
Dennis convinse poi il ritirato Niki Lauda a tornare in Formula 1 per la stagione 1982 e al Gran Premio d'apertura in Sudafrica il due volte campione del mondo si schierò insieme a Watson all'inizio della stagione (solo dopo che uno sciopero dei piloti di F1 fu scongiurato). Durante la stagione entrambi i piloti ottennero due vittorie e il 1983 iniziò con un ulteriore successo con la vittoria di Watson a Long Beach. Quell'anno non seguirono altre vittorie, ma Lauda debuttò con il telaio provvisorio MP4-1E motorizzato Porsche al Gran Premio dell'Olanda di quella stagione. Nella gara successiva, il Gran Premio d'Italia, entrambe le vetture erano alimentate da motori turbocompressi Porsche diventando McLaren-TAG. Convinto del suo investimento iniziale, Ojjeh divenne il principale investitore della McLaren, prendendo il 60% delle azioni. Al termine della stagione, Alain Prost, che era arrivato secondo nel Campionato Piloti del 1983 con la Renault, nel frattempo licenziato dopo aver criticato pubblicamente la squadra in seguito alla perdita sia del Campionato Piloti che di quello Costruttori, venne ingaggiato per sostituire Watson. Con l'esperto Lauda al suo fianco, tutto era pronto per la sfida per il titolo nel 1984.
In soli quattro anni Dennis aveva trasformato la McLaren da una squadra poco competitiva in una vincente e nel 1984, con la rivoluzionaria MP4/2 di Barnard, il suo lavoro fu ricompensato con 12 vittorie su 16 gare e con i titoli piloti e costruttori. Lauda vinse il titolo piloti con mezzo punto di vantaggio sul suo compagno di squadra, Prost, con entrambi i piloti che segnarono più del doppio del punteggio del terzo classificato, Elio de Angelis. Una peculiarità di quella stagione fu che la McLaren nelle qualifiche ottene solo 3 pole position (ottenute da Prost) a discapito delle 9 del campione del mondo in carica, Nelson Piquet. Ma nonostante ciò, la MP4/2 si rivelò, a differenza della Brabham BT53 motorizzata BMW del brasiliano, la macchina più affidabile. Clive James nel documentario della stagione 1984, prodotta dalla FOCA, descrisse cosi la stagione della McLaren: "Qualsiasi cosa veloce come le McLaren si è rotta, qualsiasi cosa affidabile è arrivata dopo". L'anno successivo la situazione si invertì con Prost che vinse il suo primo Campionato del Mondo mentre Lauda subì molteplici ritiri e vinse solo una gara. Nella sua gara di casa in Austria, Lauda annunciò il suo ritiro definitivo dalla Formula Uno alla fine della stagione. Quell'anno la McLaren vinse il titolo costruttori con otto punti di vantaggio sulla Ferrari, ma il gruppo si stava avvicinando e nel 1986, la McLaren perse il titolo costruttori contro la Williams, anche se il costante Prost vinse il titolo piloti. Il sostituto di Lauda fu il campione del mondo 1982, Keke Rosberg, anch'egli ritiratosi dalla Formula 1 alla fine della stagione 1986.
Dennis ingaggiò Stefan Johansson dalla Ferrari per la stagione 1987 come partner di Prost, ma era chiaro che il motore TAG non era più competitivo di fronte al crescente coinvolgimento del produttore, e così Dennis si rivolse alla Honda, che all'epoca forniva i rivali della Williams e la Lotus. La riluttanza della Williams ad ingaggiare un pilota giapponese (Satoru Nakajima) al posto di Nigel Mansell, così come il loro disappunto con la dirigenza della squadra Williams per la perdita del titolo piloti del 1986, spinse la Honda a trasferire la fornitura di motori al team McLaren. Dennis non fece mistero che il posto di Johansson era solo temporaneo, poiché la sua intenzione era stata quella di ingaggiare il brasiliano Ayrton Senna (che aveva sviluppato uno stretto rapporto con la Honda mentre era alla Lotus nel 1987) come partner del due volte campione Prost. Senna era sotto contratto con la Lotus per il 1987, ma Dennis trovò il modo di convincerlo e a metà anno fu annunciato che Senna si sarebbe unito al team, insieme alla Honda, per tre anni a partire dal 1988.
Nel 1988 la McLaren dominò, vincendo 15 delle 16 gare e conquistando 15 delle 16 pole position, nonché il titolo piloti e quello costruttori senza una reale opposizione. La squadra vinse il Campionato Costruttori con l'allora record di 199 punti, con un distacco di 134 sulla Ferrari, mentre Senna vinse il suo primo Campionato del Mondo con tre punti di vantaggio su Prost (Senna vinse 8 gare contro le 7 di Prost). Dennis dovette gestire la tensione tra i suoi piloti. Al secondo giro del Gran Premio del Portogallo, Senna quasi costrinse Prost a sbattere contro il muretto dei box ad alta velocità mentre il francese lo superava e prendeva il comando della gara. Prost vinse mentre Senna riuscì solo a finire sesto. I due si scambiarono qualche parola sull'incidente dopo la gara.
A metà del 1989 stava diventando impossibile riappacificare i due piloti. Dopo una lite in seguito a una promessa infranta tra loro ad Imola, dove Prost e Senna avevano stabilito prima della gara che non si sarebbero superati tra loro nelle prime fasi della corsa. Durante la seconda partenza, a seguito del terribile incidente di Gerhard Berger, Prost scattò meglio del compagno di squadra, ma questi lo sopravanzò alla Tosa prendendo il comando e rompendo l'accordo, cosa che fece arrabbiare Prost. In seguito Senna negò di aver stipulato l'accordo, ma venne smentito da John Hogan della Marlboro che era presente con i piloti quando fu stipulato l'accordo. Il risultato fu che i due parlarono a malapena per il resto della stagione. Prost fece arrabbiare Dennis quando non solo annunciò che si sarebbe unito alla Ferrari per il 1990, ponendo così fine a un periodo di sei anni di grande successo con la McLaren, ma anche con le sue dichiarazioni pubbliche dove il francese dichiarò che il team e la Honda avrebbero aiutato Senna per il Gran Premio d'Italia. Dennis mostrò poi la sua rabbia in pubblico dopo che Prost, che vinse la gara a seguito di un guasto al motore di Senna, lasciò cadere il suo trofeo dal podio verso i tifosi, dimostrando quanto fosse infelice nonostante la vittoria. Dennis, come reazione, gettò il trofeo dei costruttori ai piedi di Prost mentre scesero dal podio. La "guerra fredda" tra i piloti raggiunse il culmine al Gran Premio del Giappone quando, sulla pista di casa della Honda, Prost e Senna ebbero una collisione mentre lottavano per il comando della gara negli ultimi giri, portando Prost al ritiro e alla squalifica di Senna, consegnando a Prost il suo terzo campionato del mondo.
Fu il gesto di Prost sul podio a Monza a rompere la regola di Dennis secondo cui la McLaren aveva la proprietà di tutti i trofei vinti dalla squadra e dai suoi piloti, con i piloti che erano liberi di richiedere le repliche dei loro trofei.

#### Anni novanta
All'inizio degli anni '90, la McLaren continuò a dominare con Ayrton Senna che vinse due titoli consecutivi nel 1990 e nel 1991. Nel frattempo Dennis ingaggiò il promettente pilota, Mika Häkkinen, come collaudatore alla fine del 1992, ma nello stesso anno a dominare però fu la Williams. La McLaren non vincerà nessun titolo per sette anni. Con la perdita dei motori Honda nel 1993, Dennis si ritrovò a contrattare con Ford e la Benetton per una fornitura di motori competitivi. Senna è comunque uno dei pretendenti al titolo e spinge la sua McLaren fino al limite, ma non riesce a vincere l'alloro mondiale e chiude al 2º posto nella classifica piloti con 73 punti, dietro all'eterno rivale Prost sulla Williams. Nel mondiale costruttori la McLaren chiude al 2º posto con 84 punti. A fine anno Senna lascia il team per approdare in Williams.
Le prime due stagioni del rapporto McLaren-Mercedes furono difficili, con problemi al motore e al telaio, e come compagno di squadra di Hakkinen per il 1995 fu ingaggiato Nigel Mansell che però non riuscì ad adattarsi alla macchina. Mansell decise di prendersi una pausa per aspettare che la vettura fosse sviluppata a dovere e saltò le prime due gare, sostituito dal collaudatore Mark Blundell. Tornò al volante nel Gran Premio di San Marino e nel successivo Gran Premio di Spagna, ma i problemi della McLaren MP4/10 erano tutt'altro che risolti e l'inglese decise, grazie ad una clausola del suo contratto, di sciogliere anticipatamente la sua collaborazione, abbandonando definitivamente la Formula 1. Blundell lo sostituì per tutta la stagione con Mika Häkkinen che assunse gradualmente le redini della squadra, ma alla fine della stagione 1995 subì gravi ferite alla testa in un incidente, dal quale alla fine si riprese completamente. Il team chiude al 4º posto nel mondiale costruttori con 30 punti conquistati.
Verso la metà degli anni novanta Dennis assemblò ancora una volta una squadra competitiva ingaggiando alla fine della stagione 1996 il progettista della Williams, Adrian Newey come direttore tecnico. Con Newey nel 1998 la McLaren vinse sia il titolo piloti che quello costruttori con Mika Häkkinen. Un secondo titolo piloti seguì nel 1999, ma il titolo costruttori andò alla Ferrari.

#### Anni duemila
Nel 2000 Dennis è stato nominato Commendatore dell'Eccellentissimo Ordine dell'Impero Britannico.
Nel 2001 il boss della Jaguar, Bobby Rahal, tentò di convincere Adrian Newey a lasciare la McLaren. I dettagli su come Dennis abbia convinto Newey a restare sono rimasti vaghi, ma le voci sulla stampa specializzata nelle corse automobilistiche suggerivano un accordo che avrebbe consentito al progettista di lavorare sulla progettazione di yacht da regata. Nello stesso anno, Mika Häkkinen annunciò che avrebbe lasciato la Formula 1. Di conseguenza, Dennis ingaggiò Kimi Räikkönen.
Nel 2005 la McLaren tornò a competere dopo una stagione negativa nel 2004. Nonostante avesse prodotto la sua migliore prestazione da diversi anni e avesse vinto più Gran Premi di tutti i suoi rivali, la McLaren fu battuta di misura in entrambi i titoli dalla Renault. Un ulteriore colpo fu l'annuncio che Adrian Newey si sarebbe unito alla Red Bull all'inizio del 2006. Nel dicembre 2005, la McLaren annunciò un accordo di sponsorizzazione con Vodafone stimato in 500 milioni di sterline e l'ingaggio del campione del mondo, Fernando Alonso, entrambi validi per il 2007. Nel frattempo, la McLaren ha avuto una stagione 2006 difficile, non riuscendo a vincere una gara per la prima volta dalla stagione 1996. A metà della stagione 2006, la McLaren rinunciò ad aggiornare la vettura attuale e il team si concentrò sulla progettazione della vettura del 2007, la MP4-22.
Nel 2007 Fernando Alonso, bicampione di F1, fu ingaggiato dalla squadra in modo da assicurarsi il titolo mondiale. Le speranze della scuderia furono disattese a causa del disaccordo tra il pilota asturiano e il debuttante inglese Lewis Hamilton, il quale riuscì in poco tempo a ottenere buoni risultati e a sopravanzare il compagno di team in qualifica e gara. Ciò causò una rottura tra il pilota spagnolo e la squadra, con Hamilton spinto anche dalla stampa inglese che esercitò pressione per avere un campione inglese su un'auto inglese.; Dennis ha sempre sostenuto di trattare i suoi due piloti allo stesso modo, tuttavia, dopo il Gran Premio della Cina, ha dichiarato: "Non stavamo gareggiando contro Kimi, praticamente stavamo gareggiando contro Fernando". Il The Times ha affermato che le dichiarazioni di Dennis "hanno reso assurde le sue dichiarazioni di trattare i suoi piloti in modo equo nella corsa al campionato mondiale", ma l'insistenza del team sulla parità fino all'ultima gara in Brasile ha sottolineato la filosofia fondamentale di Dennis, anche se il team perderà il campionato mondiale piloti, vinto da Kimi Räikkönen. La stagione è stata degna di nota anche per la spy story, in cui la squadra fu giudicata colpevole del furto e dell'uso della proprietà intellettuale della Ferrari, e dove fu condannata a pagare una multa di 100 milioni di euro e a perdere tutti i punti guadagnati nella classifica del mondiale Costruttori ma nessuna sanzione fu assegnata ai piloti per non far perdere di interesse al campionato.

#### Ultimi anni
Ron Dennis inizialmente possedeva l'intera McLaren dopo aver acquistato le azioni originarie degli eredi di Bruce McLaren. Nel 1983 offrì a Mansour Ojjeh la possibilità di acquistare il 50% della squadra, facendo diventare la McLaren una joint venture con il TAG Group di Ojjeh. Nel 2000, dopo aver fornito motori al team tramite la sua sussidiaria Mercedes per cinque anni, la DaimlerChrysler AG (l'attuale Mercedes-Benz Group AG) esercitò un'opzione per acquistare il 40% delle quote del team. Dennis e Ojjeh mantennero ciascuno una quota del 30%.
Nell'agosto 2006 è stato riferito che Daimler stava considerando di acquisire il 60% del McLaren Group. Tuttavia, nel gennaio 2007 è stato annunciato che la Mumtalakat Holding Company (il fondo sovrano del Regno del Bahrein) aveva acquistato il 15% delle quote di Dennis che di Ojjeh. Nel novembre 2009, la Mercedes acquistò la Brawn GP (ribattezzandola Mercedes GP) e annunciò che la McLaren avrebbe riacquistato la quota del 40% del gruppo, detenuta da Daimler per un periodo di due anni. Le azioni sono state divise equamente tra gli azionisti rimanenti, con la Mumtalakat Holding Company che possedeva il 50% e Dennis e Ojjeh che possedevano ciascuno il 25%.
Il 16 gennaio 2009, durante la presentazione della nuova McLaren MP4-24 ha annunciato la sua volontà di dimettersi a marzo dello stesso anno dalla carica di responsabile del Team F1 McLaren, lasciando il suo posto a Martin Whitmarsh. Rimane comunque occupato nello sviluppo delle auto di serie come presidente del Gruppo McLaren. Nel 2014 torna a dedicarsi al team, come amministratore delegato, a condizione che cercasse degli investitori che acquisissero una quota di controllo nella società. I suoi tentativi fallirono. BBC Sport riferisce che il rapporto tra Dennis e Ojjeh divenne difficile già nel 2013, culminando in un incontro nell'ottobre 2016 in cui Ojjeh discusse l'uscita di Dennis da McLaren. Nel novembre 2016 Dennis perse una causa in tribunale contro i suoi colleghi azionisti che lo vide sospeso dalla sua posizione di presidente. Il contratto di Dennis con la McLaren scadde a gennaio 2017 e nel giugno 2017 fu annunciato che aveva accettato di vendere le sue rimanenti azioni sia nel McLaren Technology Group che nella McLaren Automotive, lasciando l'azienda dopo ben 37 anni di collaborazione.

## Altre attività imprenditoriali
Dennis ha posseduto azioni e fondato numerose aziende oltre al suo impegno principale con la McLaren. Nel 1998 ha co-fondato Absolute Taste. Absolute Taste è stata acquisita da One Event Management nel dicembre 2016.
Fino al 2019, Dennis è stato un ambasciatore aziendale per il governo britannico, lavorando per il Department of International Trade. Dennis ricopre anche il ruolo di Global Adviser per il gruppo di investimento cinese Minsheng Investment.
Mansour Ojjeh e TAG Group acquistano il marchio di orologi di lusso Heuer, formando l'attuale TAG Heuer. Ojjeh ha venduto una quota significativa dell'azienda a Dennis, ed entrambi i soci in affari hanno venduto il marchio nel 1999 a LVMH.
Nel 2007, Dennis ha fondato un ente di beneficenza, Dreamchasing, che mira ad "aiutare i giovani a realizzare i loro sogni e, attraverso i loro successi, a diventare modelli di riferimento per gli altri". La prima operazione del suo ente di beneficenza è stata un programma di sponsorizzazione per famiglie in Etiopia che, sostenendo l'organizzazione di beneficenza Fida International, ha aiutato oltre 40 famiglie a uscire dalla povertà, pagando inoltre ad alcune le spese di istruzione.

## Stile comunicativo
Ronspeak è il termine coniato per definire lo stile di linguaggio utilizzato da Dennis, ed è diventato un'espressione molto usata nel paddock della F1 per descrivere frasi di inutile complessità; Dennis è rinomato per le sue risposte prolisse, evasive e caute alle domande dei giornalisti di Formula 1.
Pur riconoscendo che il termine è stato utilizzato per criticare Dennis, l'ex caporedattore di F1 Racing, Matt Bishop, sostiene che "Ronspeak" non è un vizio; piuttosto, è informativo e accurato. Dennis, nel descrivere il contributo di Fernando Alonso allo sviluppo del team McLaren, ha affermato che la sua esperienza e abilità "[hanno impedito] a un team di F1 di finire in vicoli ciechi tecnici [perdendo tempo] e, di conseguenza, il progresso nello sviluppo della vettura diventa più lineare." Bishop lo descrisse come un ottimo esempio di Ronspeak, alludendolo come "logico, informativo e perspicace. [Ma anche] attento... in quanto ciò che non fa è confrontare l'eccezionale abilità a tutto tondo di Alonso con quella dei suoi predecessori. “

## Vita privata
Il 15 febbraio 2008, Dennis annunciò la sua separazione e il successivo divorzio dalla moglie Lisa, con cui era sposato da 22 anni, dalla quale aveva avuto tre figli.
Nel marzo 2011, a Dennis fu vietato di guidare per sei mesi dopo aver perso punti sulla patente.
È un donatore del Partito Conservatore. Nel periodo tra il 22 aprile 2005 e il 16 giugno 2011 il Partito conservatore ha accettato 126.200 sterline in donazioni da Ron Dennis. Durante la campagna elettorale del 2015, Dennis fu uno dei firmatari di una lettera al The Daily Telegraph dove elogiava le politiche economiche del partito e affermava che "un cambiamento di rotta minaccerà i posti di lavoro e scoraggerà gli investimenti".
Nel maggio 2019, Dennis si è classificato al 304° posto nella Sunday Times Rich List, con un patrimonio stimato di 450 milioni di sterline.